# Organiste olive
Euphonia gouldi
Espèce
Statut de conservation UICN

 LC  : Préoccupation mineure
L’Organiste olive (Euphonia gouldi) est une espèce de passereaux de la famille des Fringillidae.

## Nomenclature
Le nom scientifique de l'espèce commémore John Gould (1804-1881).

## Répartition
Cet oiseau se trouve en Amérique centrale : Belize, Costa Rica, Guatemala, Honduras, Mexique, Nicaragua et Panama.

## Sous-espèces
elon la classification de référence du Congrès ornithologique international (14.2, 2024) :
- Euphonia gouldi gouldi P. L. Sclater, 1857 — du sud-est du Mexique au Honduras ;
- Euphonia gouldi praetermissa (J. L. Peters, 1929) — du sud-est du Honduras au Panama.